# Russische Filtrationslager für Ukrainer

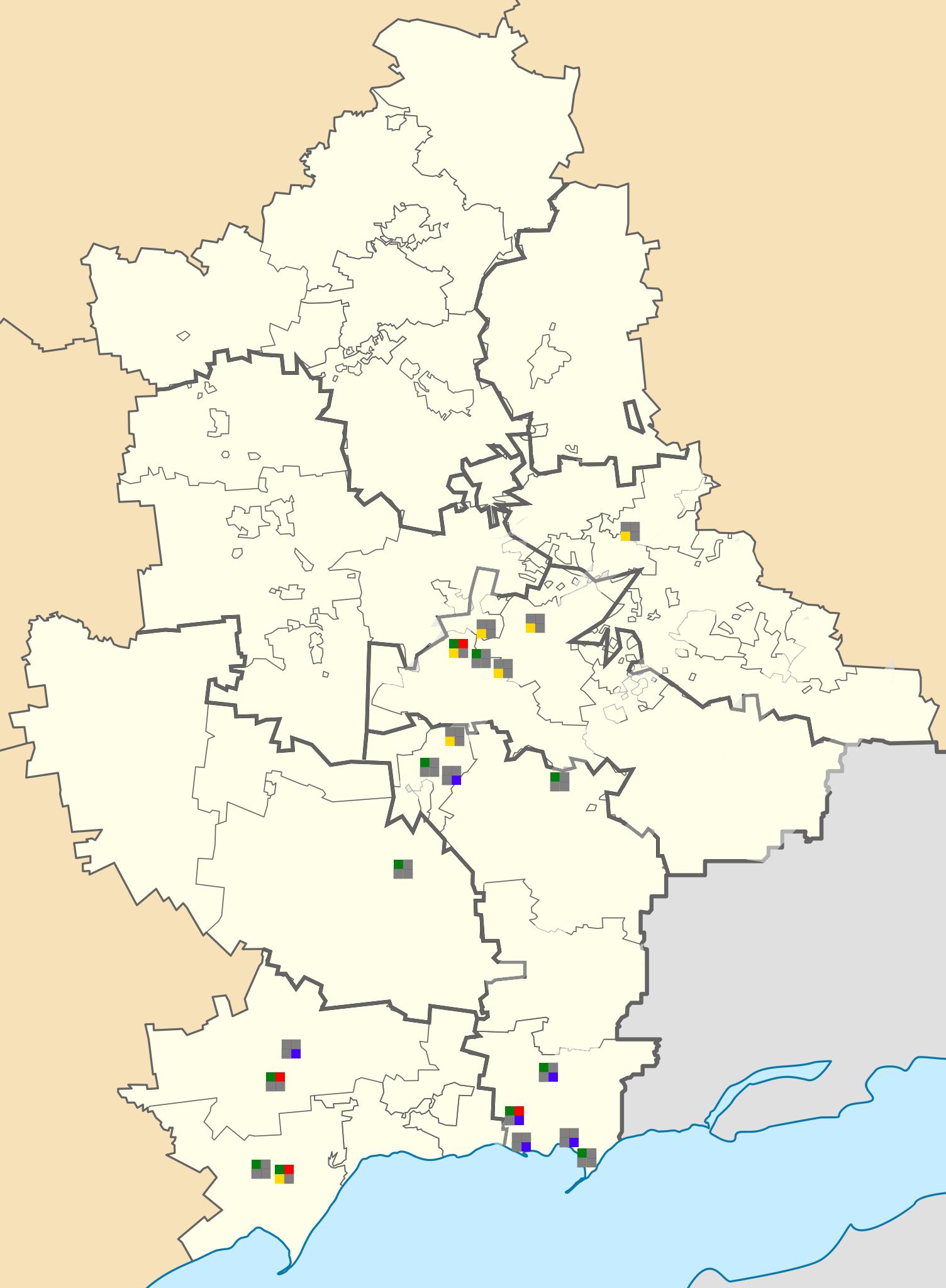
Karte von 20 russischen Filtrationslagern in der ukrainischen Oblast Donezk, Daten von Conflict Observatory und Forschern der Universität Yale. Farbkodierung der Lagertypen:
Registrierung
Sekundärverhör
Inhaftierung
Ingewahrsamnahme

Russische Filtrationslager für Ukrainer, auch Konzentrationslager genannt, sind Lager, die von den russischen Streitkräften seit dem russischen Einmarsch in die Ukraine im Jahr 2022 genutzt werden, um ukrainische Staatsbürger in den von Russland besetzten Gebieten zu inhaftieren, zu verhören und zu registrieren, bevor sie nach Russland überführt werden, manchmal im Rahmen von erzwungenen Bevölkerungstransfers. Die Häftlinge des Filtrationslagers werden einem System von Sicherheitskontrollen und der Erfassung persönlicher Daten unterzogen. Die Gefangenen werden in großem Umfang gefoltert, getötet, vergewaltigt, ausgehungert und sind anderen schweren Menschenrechtsverletzungen ausgesetzt.
Die Zahl der nach Russland umgesiedelten ukrainischen Bürger kann nicht unabhängig überprüft werden. Nach Angaben der ukrainischen Regierung wurden etwa 1,6 Millionen Ukrainer nach Russland zwangsumgesiedelt, darunter etwa 250.000 Kinder. Die russische Regierung bestreitet, dass sie Ukrainer nach Russland zwangsumgesiedelt hat und nennt die Abschiebungen „Evakuierung“.
Einem durchgesickerten russischen Besatzungsplan zufolge sollte die „Filtration“ die Grundlage der russischen Aufstandsbekämpfungs- und Befriedungsstrategie bilden, wobei die russischen Besatzungsbehörden planten, große Teile der ukrainischen Bevölkerung nach der Besetzung des gesamten Landes durch den „Filtrationsprozess“ zu führen.

## Überblick
Besatzungsmächte in internationalen Konflikten haben das Recht, Personen in ihrem Kontrollbereich zu registrieren oder sogar Zivilisten unter bestimmten Umständen zu inhaftieren. Das russische Filtersystem verstößt jedoch gegen mehrere Elemente des humanitären Völkerrechts und könnte mehrere schwere Menschenrechtsverletzungen beinhalten.
Die Ukrainer in den von Russland besetzten Gebieten können oft nicht in die von der Ukraine kontrollierten Gebiete fliehen und müssen entweder in Gebieten bleiben in denen die Lebensbedingungen unerträglich sind, oder sie fliehen in andere Gebiete unter russischer Kontrolle oder nach Russland selbst. Um nach Russland einreisen zu können, müssen sich viele Ukrainer einer „Filterung“ unterziehen, bei der sie verhört werden und ihre biometrischen Daten erfasst werden. Während sie auf die „Filtration“ warten, werden die Ukrainer in sogenannten „Filtrationslagern“ untergebracht, die ad hoc in verschiedenen öffentlichen Gebäuden eingerichtet werden, in denen die „Filtration“ stattfindet. Nach bestandener „Filterung“ werden die Ukrainer Berichten zufolge häufig gewaltsam in den russischen Fernen Osten verbracht.
Laut Meduza findet die Filtration höchstwahrscheinlich entweder an „Filtrationsposten“ statt, bei denen es sich im Wesentlichen um Grenzübergangsstellen handelt, an denen die Menschen aufgrund des großen Zustroms freiwillig warten mussten, bis sie an der Reihe sind, oder in eigentlichen Filtrationslagern, in denen Menschen, die auf die „Filtration“ warten, vorübergehend festgehalten werden.
Einem durchgesickerten russischen Besatzungsplan zufolge sollte die „Filtration“ als Befriedungs- und Aufstandsbekämpfungsstrategie nach der russischen Besetzung des gesamten ukrainischen Territoriums dienen. Den Besatzungsplänen zufolge sollten große Teile der ukrainischen Bevölkerung bei Hausdurchsuchungen zusammengetrieben und „filtriert“ werden, um umfassende Akten zur Spionageabwehr zusammenzustellen: „Die Filtration sollte dazu dienen, die Menschen einzuschüchtern, festzustellen, ob sie nach Russland umgesiedelt werden sollten, und die Grundlage für Aufzeichnungen zur Überwachung und Zerschlagung von Widerstandsnetzen zu schaffen.“

### Standorte der Filtrationslager
Im Juni 2022 befanden sich die meisten Filtrationslager nachweislich in Städten und Dörfern der quasistaatlichen Donezker Volksrepublik. Die Filtrationslager wurden in ehemaligen öffentlichen Gebäuden wie Schulen, Kulturzentren, Sporthallen, Gemeindezentren, Polizeistationen und Behelfslagern eingerichtet.
In einer Erklärung an die OSZE vom Juli 2022 erklärte ein US-Diplomat, dass die USA mindestens 18 Filtrationslager identifiziert hätten, die von Russland sowohl auf ukrainischem als auch auf russischem Gebiet errichtet worden seien, wobei die Vorbereitungen für die Filtrationslager bereits vor Beginn des russischen Einmarsches in die Ukraine getroffen worden seien. Die Filtrationslager wurden auf ukrainischem Gebiet, das kürzlich von Russland besetzt wurde, von russischen Beamten in Zusammenarbeit mit Stellvertretergruppen eingerichtet, so der US-Diplomat. In einem vom polnischen Sprecher des Ministerkoordinators für Sonderdienste veröffentlichten Artikel wurden sechs solcher Lager ausfindig gemacht und veröffentlicht, „in denen russische Folterkammern gegen Ukrainer eingesetzt werden“.
Im November 2024 veröffentlichten das belarussische Ermittlungszentrum, das Projekt Skhemy und Radio Liberty eine gemeinsame Untersuchung zu einem Filterlager für Ukrainer, das 2022 im belarussischen Naroulja (Homelskaja Woblasz) existierte.

### Aufnahme und Inhaftierung
Fliehende Ukrainer wurden unwissentlich in Filtrationslager gebracht, da ihnen fälschlicherweise gesagt wurde, sie würden in Ukrainisch kontrolliertes Gebiet gebracht. Einige werden auf der Flucht vor Kämpfen zur „Filtration“ gezwungen oder von den Besatzungstruppen oder -behörden dazu gezwungen, während sich andere bereit erklären, sich dem Verfahren zu unterziehen, um nach Russland einreisen oder innerhalb der besetzten Gebiete weiterreisen zu können.
Nach ihrer Ankunft in den Filtrationslagern wird den Häftlingen gesagt, dass sie die Stadt, in der sich das Filtrationslager befindet, nicht verlassen dürfen, da sie auf die „Filtration“ warten. Die Inhaftierung in Filtrationslagern kann Berichten zufolge zwischen einer Stunde und mehreren Wochen dauern.

### Lebensbedingungen
Die Lebensbedingungen in den Lagern sind oft miserabel. Die Lager sind schlecht organisiert. Diejenigen, die in den Lagern festgehalten wurden, berichteten, dass sie auf dem Boden oder auf Pappe schliefen, dass sie unter schlechten sanitären Bedingungen lebten und dass sie entweder spärliche oder keine Essensrationen erhielten.

### „Filtration“ und Verhöre
Während der Filtration werden die Häftlinge fotografiert, ihre Fingerabdrücke genommen, verhört und der Inhalt ihrer Telefone untersucht. Sie werden ausführlich über ihren persönlichen Hintergrund, ihre familiären Bindungen sowie ihre politischen Ansichten und Zugehörigkeiten befragt. Die Gefangenen werden befragt, ob sie jemanden kennen, der in der ukrainischen Armee dient. Die Gefangenen werden nach ihren politischen Ansichten und etwaigen Verbindungen zum Asow-Regiment befragt. Männer und in einigen Fällen auch Frauen werden einer Leibesvisitation unterzogen, um sie auf ukrainische nationalistische Tätowierungen zu untersuchen. Während der „Filterung“ wurden die Männer untersucht, um mögliche Anzeichen von Blutergüssen durch Körperpanzer oder Gewehre festzustellen. Beamte, die am „Filtrationsprozess“ beteiligt sind, haben erklärt, dass die gesammelten Informationen dazu verwendet werden, eine Datenbank zu füllen.
Die „Filterung“ endet in der Regel auf zwei Arten: Entweder erhält der Gefangene ein Dokument, das bescheinigt, dass er die Filterung bestanden hat, oder er wird für weitere Verhöre festgehalten. Selbst wenn sie die „Filtration“ bestanden haben, werden einige Männer auf dem Weg vom Filtrationslager durch Gebiete unter russischer Kontrolle erneut verhört. Kinder werden manchmal von ihren Eltern getrennt und im Rahmen der Kindesentführungen während des russischen Einmarsches in der Ukraine 2022 separat nach Russland gebracht.
Nach Angaben des US-Außenministeriums werden Ukrainer, die mit den ukrainischen Streitkräften, der Regierung, den Medien oder der Zivilgesellschaft in Verbindung stehen, aus den übrigen Gefangenen „herausgefiltert“ und in Hafteinrichtungen verlegt, wo ihnen Berichten zufolge Folter und Hinrichtung im Schnellverfahren drohen.

### Gewalt, Folter und Tötungen
Gefangene, denen Verbindungen zu den ukrainischen Streitkräften oder dem ukrainischen Staat sowie pro-ukrainische oder antirussische Ansichten nachgesagt werden, sind Misshandlungen, willkürlicher Inhaftierung, Folter und gewaltsamem Verschwindenlassen ausgesetzt. Personen, die in den Filtrationslagern verhört wurden, haben von Schlägen, Folterungen mit Strom und Tötungen berichtet. Frauen und Mädchen sind dem Risiko des sexuellen Missbrauchs ausgesetzt. Ein Zeuge berichtete, dass das Personal des Filtrationslagers die Häftlinge vor der Kamera zu Falschaussagen zwang (sie gaben der Ukraine die Schuld an der Zerstörung ihrer Häuser).

### Freilassung und Zwangsabschiebungen
Nach der „Filterung“ werden einige Personen innerhalb des DNR freigelassen, während andere weiter nach Russland abgeschoben werden. Menschen, die die Filtrationslager durchlaufen haben, berichten, dass sie nach ihrer Entlassung aus den Filtrationslagern in verschiedene Städte in ganz Russland geschickt wurden, viele davon in den Fernen Osten Russlands. Nach ihrer Ankunft in Russland werden sie in der Regel zunächst vorübergehend in Flüchtlingszentren untergebracht, bevor sie von russischen Beamten angewiesen oder gezwungen werden, an andere Orte innerhalb Russlands zu reisen, während einige in der Lage sind, bei Verwandten oder Freunden in Russland unterzukommen, ihre eigene Unterkunft in Russland zu organisieren oder Russland zu verlassen. Russische Beamte haben Ukrainer, die in vorübergehenden Flüchtlingszentren untergebracht sind, unter Druck gesetzt, Asyl oder die russische Staatsbürgerschaft zu beantragen, oder sie werden auf unbestimmte Zeit in den Zentren festgehalten. Einige werden nach ihrer Ankunft in Russland erneut von russischen Beamten verhört. Ukrainern ist es nicht offiziell verboten, Russland zu verlassen, aber in der Praxis stoßen sie dabei auf (manchmal erhebliche) Hindernisse. Es hat sich ein Ad-hoc-Netz von Aktivisten gebildet, das Ukrainern bei der Ausreise aus Russland hilft. Nach Angaben des US-Außenministeriums werden ukrainische Staatsangehörige gezwungen, vor ihrer Entlassung aus den Filtrationslagern Vereinbarungen über ihren Verbleib in Russland zu unterzeichnen, wodurch ihre Rückkehr in die Ukraine behindert wird.
Nach Angaben des ukrainischen Geheimdienstes wird ukrainischen Staatsbürgern, die aus Filtrationslagern entlassen werden, von russischen Arbeitsvermittlungszentren eine Beschäftigung in wirtschaftlich schwachen Regionen Russlands angeboten.
Mikhail Mizintsev, Leiter des russischen National Defense Management Center, sagte im Mai 2022, dass 1.185.791 Personen nach Russland überstellt wurden. Nach Angaben des US-Außenministeriums wurden „zwischen 900.000 und 1,6 Millionen ukrainische Bürger, darunter 260.000 Kinder“ gefiltert und deportiert, „oft in isolierte Regionen im Fernen Osten“, in einem „vorsätzlichen [...] offensichtlichen Versuch, die demographische Zusammensetzung von Teilen der Ukraine zu verändern“.

#### Verbleib in Russland
Russland hat Maßnahmen zur Erleichterung der Gewährung von vorübergehendem Asyl und der russischen Staatsbürgerschaft für Ukrainer erlassen. Im April 2022 verabschiedete Russland ein föderales Gesetz, das Bestimmungen zur Erleichterung der Beantragung der russischen Staatsbürgerschaft für russischsprachige Ukrainer aus dem Donbas enthält. Am 5. März 2022 unterzeichnete Putin einen Erlass zur Unterstützung von Zivilisten, die vor Feindseligkeiten fliehen, der ein vereinfachtes Verwaltungsverfahren für Ukrainer vorsieht, die nach Russland einreisen und Asyl oder die Staatsbürgerschaft beantragen. Ukrainer, die aus der DNR und der LNR nach Russland kommen, haben Anspruch auf eine einmalige Barzahlung. Asylbewerber und Flüchtlinge in Russland haben Anspruch auf eine Reihe von Rechten, darunter Nahrung und eine vorübergehende Unterkunft sowie Mittel und Unterstützung bei der Arbeits- und Wohnungssuche; in der Praxis stoßen die Menschen bei der Inanspruchnahme dieser Rechte auf erhebliche Hindernisse. Ukrainer müssen ihren Pass aushändigen, um eine befristete Asylkarte zu erhalten, ohne darüber informiert zu werden, dass sie berechtigt sind, ihren Pass zurückzubekommen und Russland zu verlassen, was einige zu der Annahme veranlasst, dass sie Russland nicht verlassen dürfen.

#### Flucht vor „Filtration“ und Zwangsabschiebung
Ukrainer, die nach Georgien geflohen sind, haben sich der Zwangsabschiebung in russische Städte entzogen, die Berichten zufolge nach der „Filtration“ üblich ist. Einige Ukrainer, die in Filtrationslagern festgehalten wurden, gaben an, dass sie freigelassen werden konnten, wenn sie den Beamten des Filtrationslagers mitteilten, dass sie konkrete Pläne hatten, in eine bestimmte russische Stadt zu gehen, und ihnen gesagt wurde, dass sie den Weg dorthin selbst finden könnten.
Einige Menschen berichteten, dass sie aus den Filtrationslagern in Novoazovsk oder nach der Filterung in Taganrog oder Rostov am Don über Nachbarländer wie Georgien fliehen mussten, anstatt in weit entfernte Teile Russlands zwangsverschickt zu werden.

## Geschichte
Am 15. März 2022 berichtete The Guardian, dass Zeugen berichteten, dass russische Truppen Frauen und Kinder aus einem Bunker in Mariupol vertrieben haben. Ein Zeuge berichtete, dass sie mit zwei- oder dreihundert anderen Menschen in Bussen nach Nowoasowsk gebracht wurden, wo sie stundenlang in den Bussen warten mussten, bis sie durch eine Gruppe von Zelten in ein so genanntes Filterlager gebracht wurden. Satellitenbilder zeigen eine Gruppe von Zelten in Bezimenne, in der Nähe von Nowoasowsk. Vertreter der Volksrepublik Donezk und der Volksrepublik Luhansk erklärten, sie hätten eine „Zeltstadt aus 30 Zelten“ mit einer Kapazität für 450 Menschen errichtet.
Die russische Regierungszeitung Rossijskaja Gaseta berichtete, dass 5.000 Ukrainer im Lager Bezimenne abgefertigt wurden und dass Kontrollen durchgeführt wurden, um zu verhindern, dass „ukrainische Nationalisten als Flüchtlinge getarnt nach Russland eindringen, um einer Bestrafung zu entgehen“. Eine Zeugin berichtete, sie sei von Männern, die sich als Mitarbeiter des FSB ausgaben, ausführlich befragt worden. Sie wurde über ihre Herkunft befragt und beschrieb die Befragung als „sehr erniedrigend“. Die Gruppe wurde dann nach Rostow gebracht.
Im Mai 2022 sind in den sozialen Medien Videos aufgetaucht, in denen sich ukrainische Zivilisten bei russischen Soldaten entschuldigen, wobei einige von ihnen sagen, dass sie einen „Entnazifizierungskurs“ absolviert haben.
Im November 2022 berichtete die Leiterin der UN-Menschenrechtsbeobachtungsmission in der Ukraine, Matilda Bogner, über die „Aufnahmeverfahren“ in der Strafkolonie in der Nähe von Olenivka, die häufig mit Schlägen, Drohungen, Hundeangriffen, Scheinhinrichtungen, erzwungener Nacktheit, Elektro- und Stellungsfolter einhergingen. Die UN-Agentur berichtete außerdem, dass sie im April 2022 Informationen über neun Todesfälle in Olenivka erhalten hat.
Im Dezember 2022 berichtete das OHCHR, dass russische Sicherheitsdienste am 10. Oktober in der Region Rostow möglicherweise eine Frau gewaltsam verschwinden ließen, die den „Filterprozess“ nicht bestanden hatte.

## Reaktionen

### Russland
Nach Angaben der russischen Botschaft in den Vereinigten Staaten handelt es sich bei den Filtrationslagern um „Kontrollpunkte für Zivilisten, die die Zone der aktiven Feindseligkeiten verlassen“.

### Ukraine
Ukrainische Beamte haben die Filtrationslager mit den Filtrationslagern in Tschetschenien verglichen.

### Vereinigte Staaten von Amerika
Die Botschafterin der Vereinigten Staaten bei der UNO, Linda Thomas-Greenfield, sagte: „Ich brauche nicht zu erläutern, woran diese so genannten ‚Filtrationslager‘ erinnern. Es ist erschreckend und wir können nicht wegschauen“. Sie zitierte Berichte, wonach FSB-Agenten Pässe, Ausweise und Mobiltelefone beschlagnahmten und ukrainische Familien getrennt wurden. Der US-Gesandte bei der OSZE, Michail Carpenter, erklärte vor dem Ständigen Rat der Organisation, dass glaubwürdigen Berichten zufolge ukrainische Zivilisten in den Filtrationslagern verhört und diejenigen, die verdächtigt wurden, Verbindungen zu unabhängigen Medien oder zum Militär zu haben, geschlagen oder gefoltert wurden, bevor sie in die Region Donezk gebracht wurden, „wo sie Berichten zufolge verschwunden sind oder ermordet wurden“.

### Zivilgesellschaft
Tanya Lokshina, Direktorin von Human Rights Watch für Europa und Asien, sagte: „Nach den internationalen Menschenrechtsgesetzen bedeutet Zwangsumsiedlung oder Transfer nicht unbedingt, dass die Menschen mit vorgehaltener Waffe in ein Fahrzeug gezwungen wurden, sondern dass sie sich in einer Situation befanden, die ihnen keine Wahl ließ.“
In einem Interview mit Current Time TV sagte der Menschenrechtsaktivist Pavel Lisyansky, dass die „Kurse“ oft von physischer Gewalt, moralischem Druck und Demütigung begleitet werden, und verglich sie mit der „Umerziehung“ von Uiguren durch die chinesische Regierung, die wahrscheinlich diese Filtrationslager und -methoden inspiriert hat. Lisyansky sagte auch, er kenne drei oder vier Fälle, in denen ukrainische Zivilisten getötet und ihre Dokumente vernichtet wurden, nachdem sie einen Konflikt mit ihrem „Kurator“ hatten.